# Kanton Tulle-Urbain-Nord
Kanton Tulle-Urbain-Nord (francouzsky Canton de Tulle-Urbain-Nord, tj. Tulle-Město-Sever) je francouzský kanton v departementu Corrèze v regionu Limousin. Tvoří ho pouze severní část města Tulle.